# Francis Darwin
Francis Darwin, född 16 augusti 1848, död 19 september 1925, var en brittisk botaniker. Han var son till Charles Darwin.
Darwin blev professor i botanik i Cambridge 1888. Han har offentliggjort ett flertal växtfysiologiska arbeten såsom över vattenrörelsen, tillväxt och tillväxtrörelser, geotropism med mera. Tillsammans med Edward Hamilton Acton utgav han Practical physiology of plants (1894). Han utgav sin fars brevsamling och första utkastet till dennes arbete över utvecklingsläran.